# 1580 aux échecs
| Années des échecs : 1577 - 1578 - 1579 - 1580 - 1581 - 1582 - 1583    |
| Décennies des échecs : 1550 - 1560 - 1570 - 1580 - 1590 - 1600 - 1610 |

Cet article présente les faits marquants de l'année 1580 aux échecs.

## Nécrologie
- Ruy Lopez, prêtre, un des meilleurs joueurs d’échecs de son époque[1].